# Fains-Véel
 Fains-Véel  es una población y comuna francesa, en la región de Lorena, departamento de Mosa, en el distrito de Bar-le-Duc y cantón de Bar-le-Duc-Nord.

## Demografía
| 2552 | 2606 | 2588 | 2513 | 2447 | 2290 |
| Para los censos de 1962 a 1999 la población legal corresponde a la población sin duplicidades (Fuente: INSEE [Consultar]) |      |      |      |      |      |